# Courmas
Courmas település Franciaországban, Marne megyében. Lakosainak száma 225 fő (2022. január 1.). Courmas Bouilly, Chaumuzy, Marfaux, Sacy és Ville-Dommange községekkel határos.

## Népesség
A település népességének változása:
| Lakosok száma | 136  | 124  | 174  | 180  | 190  | 204  | 209  | 213  | 213  | 225  |
|               | 1968 | 1982 | 1990 | 2006 | 2013 | 2015 | 2017 | 2019 | 2020 | 2022 |